# فرودگاه پریگو-باسیاک
فرودگاه پریگو-باسیاک (به فرانسوی: Aéroport Périgueux-Bassillac) یک فرودگاه همگانی با کد یاتا PGX است که یک باند فرود سنگفرش دارد و طول باند آن ۱۷۵۰ متر است. این فرودگاه در کشور فرانسه قرار دارد و در ارتفاع ۱۰۰ متری از سطح دریا واقع شده‌است.

## شرکت‌های هواپیمایی و مقصدهای پروازی
| شرکت‌های هواپیمایی | مقصدهای پروازی |
| ----------------- | -------------- |
| تووین جت          | اورلی          |